# یتیم‌ها: نزاع‌کننده‌ها، ناله‌کن‌ها و حرام‌زاده‌ها
«یتیم‌ها: نزاع‌کننده‌ها، ناله‌کن‌ها، و حرام‌زاده‌ها» (به انگلیسی: Orphans: Brawlers, Bawlers & Bastards) آلبومی از هنرمند اهل ایالات متحده آمریکا تام ویتس است که در ۲۰ نوامبر ۲۰۰۶ منتشر شد.